# Richard Longfield
Richard Longfield (1734-1811), 1er vicomte Longueville (en), est un homme politique irlandais.

## Biographie
Il est membre de la Chambre des communes de 1761 1796.
Créé baron Longueville en 1795, puis vicomte Longueville en 1800, il est membre de la Chambre des lords de 1795 à 1811.

## Source de la traduction
- (en) Cet article est partiellement ou en totalité issu de l’article de Wikipédia en anglais intitulé « Richard Longfield, 1st Viscount Longueville » (voir la liste des auteurs).